# Сільє Віге
Сільє Віге (норв. Silje Vige; нар. 24 травня 1976, Йорпеланд) — норвезька співачка з Йорпеланда за межами Ставангера.
Віге виграла Гран-прі Мелоді з етнобаладою, написаною її батьком. Перемога дозволила їй взяти участь у конкурсі Норвегії на Євробачення 1993 року з «Alle mine tankar» («Усі мої думки»). Вона фінішувала на п’ятому місці серед 25 учасників.

## Дискографія
- Alle mine tankar (Сингл, 1993)
- Alle mine tankar (Альбом, 1994)